# Адміністративний корпус Ростовського (Варшавського) університету
Адміністративний корпус Ростовського (Варшавського) університету (рос. Административный корпус Ростовского (Варшавского) университета) — будівля в Ростові-на-Дону, побудована в 1897 році. Спочатку входило в комплекс споруд Миколаївської лікарні. З 1915 року в будівлі розміщувався медичний факультет Варшавського університету, евакуйованого з Варшави. В даний час в будівлі розміщується адміністративний корпус Ростовського державного медичного університету. Адміністративний корпус Ростовського (Варшавського) університету має статус об'єкта культурної спадщини регіонального значення.

## Архітектура

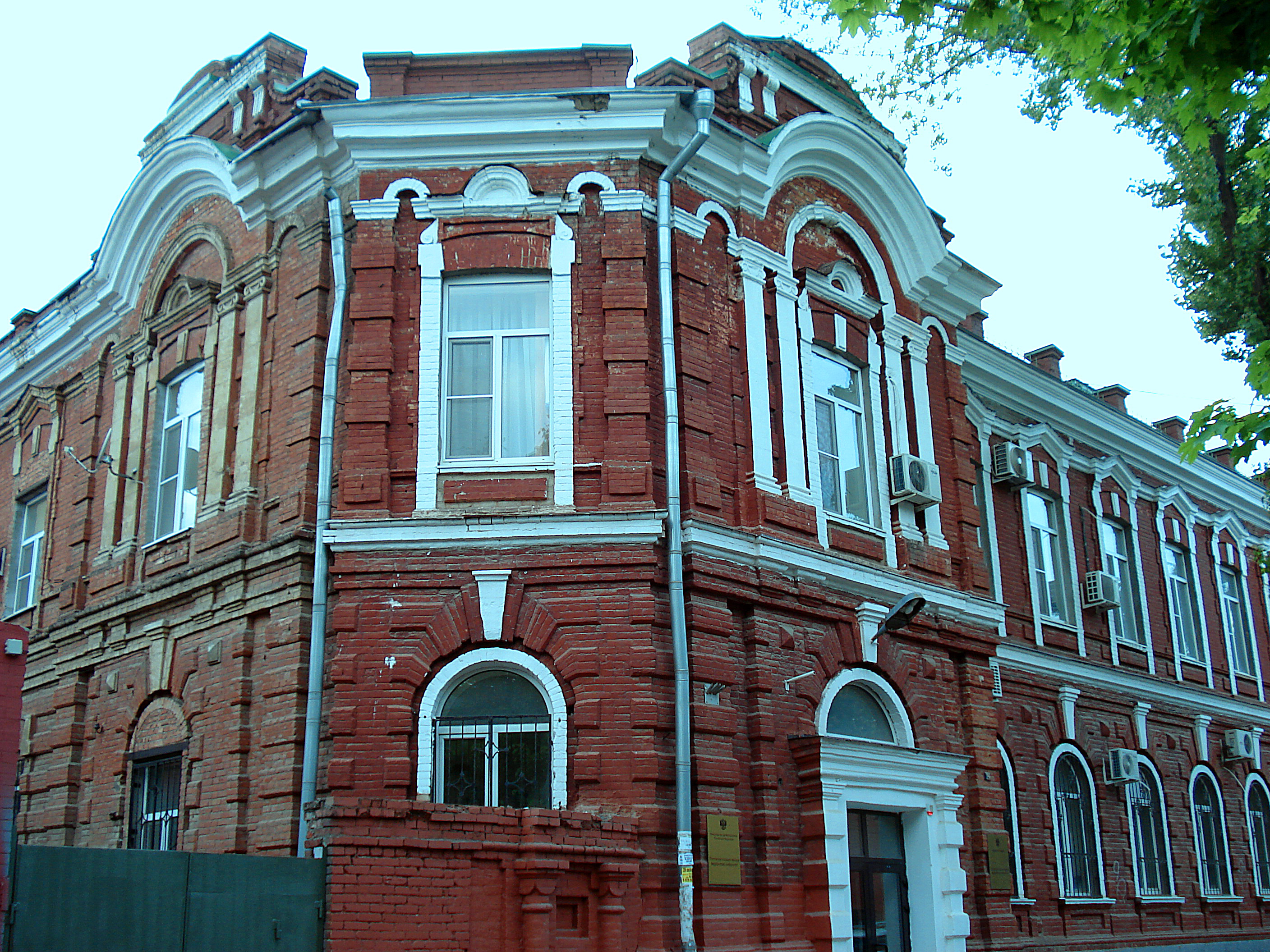

Автором проекту будівлі імовірно був архітектор Микола Матвійович Соколов. Цегляна двоповерхова будівля має скатний металевий дах. Фасади не поштукатурені. Головний фасад виходить на Нахічеванський провулок. По боках виділяються два ризаліти з аттиками. Ярусний розподіл фасаду підкреслює міжповерхових тяга. Стіни рустованы. Віконні прорізи першого і другого поверхів мають різну форму. Вони декоровані сандриками, наличниками і замковими каменями. Вікна бічних ризалітів на другому поверсі оформлені парними пілястрами з архівольтами і дугоподібним карнизом. У будівлі складна в плані конфігурація. Будівля має коридорну систему планування з двостороннім розташуванням кімнат.

## Меморіальні дошки
У 1984 році на будинку була встановлена меморіальна дошка з написом:
| Ліві лапки | У Ростовському ордена Дружби народів медичному інституті з 1916 по 1957 р. працював дійсний член Академії медичних наук, заслужений діяч науки РРФСР, професор Микола Апполінаріевіч Рожанський (1884-1957 рр.). | Праві лапки |